# 恋愛ワードを入力してください〜Search WWW〜
『恋愛ワードを入力してください〜Search WWW〜』（れんあいワードをにゅうりょくしてください サーチ ダブリューダブリューダブリュー、朝: 검색어를 입력하세요 WWW、英: Search: WWW)は、2019年6月5日から7月25日まで韓国tvNで放送されたテレビドラマ。原題の直訳は、「検索ワードを入力してください WWW」。出演は、イム・スジョン、イ・ダヒ、チョン・ヘジン、チャン・ギヨン、イ・ジェウク、チ・スンヒョンなど。

## あらすじ
ポータルサイト1位のユニコンでサービス戦略本部長を務めるペ・タミ（イム・スジョン）は、上司に裏切られ、会社を不当に解雇されてしまう。その後、業界2位のバロに入社したタミは、ライバルとなったユニコンからの占有率1位奪還を目指す。

## 登場人物

### 主要人物
ペ・タミ
演 - イム・スジョン
業界1位のユニコンでサービス戦略本部長を務めていたが解雇され、業界2位のバロに転職する。
チャ・ヒョン（スカーレット）
演 - イ・ダヒ
バロ・ソーシャル本部長。
ソン・ガギョン
演 - チョン・ヘジン
ユニコン理事。
パク・モゴン
演 - チャン・ギヨン
ミルリムサウンド代表。
ソル・ジファン
演 - イ・ジェウク
無名の俳優。
オ・ジヌ
演 - チ・スンヒョン
KUグループ会長の次男で映画会社の代表。ガギョンの夫。

### バロ
ミン・ホンジュ（ブライアン）
演 - クォン・ヘヒョ
バロ代表。
ピョ・ジュンス（マシュー）
演 - キム・ナムヒ
ゲーム事業本部長。
チェ・ボンギ（ジョセフ）
演 - ウ・ジヒョン
元ユニコン社員。タミと共にバロに入社し、TFチームに参加する。
チョ・アラ（エリー）
演 - オ・アヨン
ユニコンのカフェで働いていたが、タミにスカウトされTFチームに参加する。
ホン・ユジン（ジェニー）
演 - ハ・スンリ
元開発チーム長。TFチームメンバー。
チェ・ジョンフン（アレックス）
演 - ソン・ジホ
元マーケティングチーム長。TFチームメンバー。

### その他
ナ・インギョン
演 - ユ・ソジン
ユニコン代表。
キム・ソヌ
演 - タク・ウソク
ミルリムサウンド代表。
チョン・ダイン
演 - ハン・ジワン
ピアニスト。最近ドイツから帰国した。
ユン・ドンジュ
演 - チョ・ヘジュ
インフルエンサー。
チャン・ヒウン
演 - イェ・スジョン
KUグループ会長。ジヌの母でありガギョンの姑。
ハン・ミンギュ
演 - ピョン・ウソク
人気俳優。